# Людек Чайка
Людек Чайка (чеськ. Luděk Čajka, 3 листопада 1963, Чеський Тешин — 14 лютого 1990, Кошиці) — чехословацький хокеїст, що грав на позиції захисника.

## Життєпис

### Ігрова кар'єра
Професійну хокейну кар'єру розпочав 1982 року.
1987 року обраний на драфті НХЛ під 115-м загальним номером командою «Нью-Йорк Рейнджерс».
Протягом професійної клубної ігрової кар'єри, що тривала 9 років, захищав кольори команд «Злін» та «Дукла» (Їглава).

### Смерть
У 1990 році в матчі чеського чемпіонату з ХК «Кошиці» захисника «Зліна» Людека Чайку під час боротьби за шайбу біля борту штовхнув Антон Бартанус. Чайка впав на лід і по інерції «в'їхав» головою у борт, внаслідок чого також пошкодив хребет і впав у кому. Через 40 днів гравець помер.

## Вшанування
На його честь була перейменована домашну арену «Зліна».